# Domenico Gagini
Domenico Gagini (asi 1426 v Bissone – 29. září 1492 v Palermu) byl italský sochař rané renesance. Se svým synem Antonello Gaginim (1478–1536) byli nejvýraznějšími sochaři Sicílie.
Domenico Gagini pocházel z lombardské sochařské dynastie. Byl synem Pietro Gaginiho a otcem Giovanni Gaginiho a Antonello Gaginiho, po jeho smrti synové převzali dílnu v Palermu.

## Život
Asi od roku 1440 do 1446 se ve Florencii učil architektem a sochařem u Brunelleschiho, jak je znát z jeho stylu. Filarete uvádí ve svém "Traktátu k architektuře" Domenico proveniente dellago di logano discepolo di Pippo di ser Brunellesco.
V období 1447/1448 dostal zakázku pro kapli a průčelí kostela Svatého Jana Battisty v Janově a pracoval na ní až do roku 1456. Dostával tam nejvýraznější objednávky, se kterými pomáhali synovci Elia Gagini a Pace Gagini.
Kolem 1457/1458 začal na dvoře krále Alfonso I. Neapolský, kde pracoval na triumfálním oblouku v Castel Nuovo a prováděl další objednávky u dvora a vytvořil portál Sala dei Baroni. Tam přišel do kontaktu se sochařem Francesco Laurana a okruhem umělců u Laurana. Jeho pobyt v Neapoli trval pouhý jeden rok.

## Dílo
Domenico Gagini zavedl na Sicílii do té doby neznámý styl, ranou renesanci v době, kdy sochařství bylo na nejnižší úrovni.
Asi od roku 1460 do 1462 pracoval na mozaice v levé boční lodi kaple Palatina v Palermu. Potom následovaly další objednávky pro kapli rodiny Speciale, pro kapli v kostele Svatého Františka z Assisi v Palermu a kaple zasvěcené svaté Kristýně v katedrále v Palermu.
Dále vytvářel ve své dílně náhrobky a sarkofágy pro Antonio Speciale, Antonio Grignano, Francesco Valguarnera, Elisabetta Omodei, Giovanni Montaperto, Giovanni Branciforte, Artale Cordona. Mimo to začalo z jeho dílny vycházet mnoho Madon, portálů, Tabernakelů a mís na svěcenou vodu. Ve své dílně v Palermu zaměstnával mnoho druhů, kteří pracovali podle jeho předloh a tak získávali zručnost a učili se přibližovat jeho stylu. Jeho práce se nachází po celé Sicílii.